# Maria de Molina
Maria de Molina, född 1265, död 1321, var en drottning och förmyndarregent i Kastilien, gift med Sancho IV av Kastilien och mor till Ferdinand IV av Kastilien. Hon var Kastiliens regent som förmyndare för sin son 1295–1301, och som förmyndare för sin sonson Alfons XI av Kastilien 1312–1321.

## Biografi
Maria var dotter till prins Alfons av Leon, hertig av Molina, och Mayor Alonso de Meneses. 

### Drottning
Hon gifte sig med sin kusin prins Sancho 1281. Äktenskapet godkändes inte av påven, och var därför formellt ogiltigt. Hennes make besteg tronen 1284. Hon hade en stark ställning som drottning, då maken litade på henne och gav henne ett betydande inflytande som rådgivare. Hennes inflytande i rådet skapade avund och konflikter med andra rådgivare. 

### Regent
Vid makens död 1295 blev hon Kastiliens regent fram till sonens myndighetsdag. Kastilien invaderas 1296 av Portugal med stöd av Aragonien och Leon och sonens släktingar som ifrågasatte att han var född inom äktenskapet och därmed laglig monark, eftersom Marias äktenskap inte hade godkänts av påven. Maria lyckades avvärja invasionerna genom att vända deltagarna mot varandra och behålla kontrollen över landet. Hon ansågs vara en mycket begåvad regent. 
År 1301 lyckades hon dessutom få sitt föra äktenskap godkänt av påven, och sonen därmed laglig som monark. 
Därpå överlät hon regeringen på sin son och avsade sig all politik. Sonen ska inte ha varit särskilt tacksam mot henne för att ha försvarat hans tron utan ofta betett sig hänsynslöst mot henne. 
När hennes omyndige sonson Alfons XI år 1312 besteg tronen blev hon återigen Kastiliens regent som hans förmyndare. Hon behöll sitt andra regentskap fram till sin död 1321.